# Hatványközepek közötti egyenlőtlenség
A hatványközepek közötti egyenlőtlenség azt állítja, hogy ha {\displaystyle a_{1},\dots ,a_{n}} nemnegatív valós számok, akkor {\displaystyle p<q} esetén p-edik hatványközepük legfeljebb akkora, mint a q-adik, azaz
ahol {\displaystyle p>0}-ra
Egyenlőség csak akkor áll fenn, ha {\displaystyle a_{1}=\cdots =a_{n}}.
A {\displaystyle p=0} értékre is definiálhatjuk a {\displaystyle K_{p}} mennyiséget, ugyanis
a mértani közép. Az egyenlőtlenségből határátmenettel adódik {\displaystyle K_{0}\leq K_{1}}, azaz a számtani és mértani közép közötti egyenlőtlenség.

## Bizonyítás
Alább általánosabban, súlyozott hatványközepekre látjuk be a tételt.
Legyenek {\displaystyle a_{1},\ldots ,a_{n}} nemnegatív valósok, és {\displaystyle \lambda _{1},\ldots ,\lambda _{n}} pozitív súlyok, melyekre {\displaystyle \sum _{i=1}^{n}\lambda _{i}=1}, valamint {\displaystyle 0<p<q}, hogy {\displaystyle q=p\cdot r}.
Ekkor az {\displaystyle x^{r}} szigorú konvexitása miatt a Jensen-egyenlőtlenség szerint
{\displaystyle \left(\sum _{i=1}^{n}\lambda _{i}a_{i}^{p}\right)^{r}\leq \sum _{i=1}^{n}\lambda _{i}\left(a_{i}^{p}\right)^{r}=\sum _{i=1}^{n}\lambda _{i}a_{i}^{q}},
ahol az egyenlőség akkor, és csak akkor teljesül, ha {\displaystyle a_{1}=\cdots =a_{n}};
{\displaystyle q}-adik gyököt vonva, kihasználva a gyökvonás szigorú monotonitását
{\displaystyle \left(\sum _{i=1}^{n}\lambda _{i}a_{i}^{p}\right)^{\frac {1}{p}}\leq \left(\sum _{i=1}^{n}\lambda _{i}a_{i}^{q}\right)^{\frac {1}{q}}},
ahol az egyenlőség akkor, és csak akkor teljesül, ha {\displaystyle a_{1}=\cdots =a_{n}}.
Ha {\displaystyle p<q<0}, a bizonyítás igen hasonlóan megy.
Ha {\displaystyle p<0<q}, akkor az előzőleg belátott monotonitásokat felhasználva, és figyelembe véve, hogy {\displaystyle \lim _{p\to 0}\left({\frac {\lambda _{1}a_{1}^{p}+\cdots +\lambda _{n}a_{n}^{p}}{n}}\right)^{\frac {1}{p}}} létezik, adódik, hogy
{\displaystyle \sup _{p<0}\left(\sum \lambda _{i}a_{i}^{p}\right)^{\frac {1}{p}}=\lim _{p\to 0}\left({\frac {\lambda _{1}a_{1}^{p}+\cdots +\lambda _{n}a_{n}^{p}}{n}}\right)^{\frac {1}{p}}=\inf _{q>0}\left(\sum \lambda _{i}a_{i}^{q}\right)} , ahonnan {\displaystyle \left(\sum \lambda _{i}a_{i}^{p}\right)^{\frac {1}{p}}\leq \left(\sum \lambda _{i}a_{i}^{q}\right)^{\frac {1}{q}}}.

## Kiterjesztés függvény intervallumon vett hatványközepére
Ha {\displaystyle f\,} függvény {\displaystyle [a,b]\,} intervallumon Riemann-integrálható, akkor
{\displaystyle \lim _{n\to \infty }\sum _{i=1}^{n}{\frac {b-a}{n}}f^{q}\left(a+i{\frac {b-a}{n}}\right)=\int _{a}^{b}f^{q}(x)dx}
ahonnan, ha {\displaystyle p<q\,} az előzőek szerint:
{\displaystyle \left({\frac {1}{b-a}}\int _{a}^{b}f^{p}(x)dx\right)^{\frac {1}{p}}=\left(\lim _{n\to \infty }\sum _{i=1}^{n}{\frac {1}{n}}f^{p}\left(a+i{\frac {b-a}{n}}\right)\right)^{\frac {1}{p}}\leq \left(\lim _{n\to \infty }\sum _{i=1}^{n}{\frac {b-a}{n}}f^{q}\left(a+i{\frac {b-a}{n}}\right)\right)^{\frac {1}{q}}=\left({\frac {1}{b-a}}\int _{a}^{b}f^{q}(x)dx\right)^{\frac {1}{q}}}